# Trevor Colman
Trevor Colman  (ur. 27 sierpnia 1941 w St Breward, zm. 22 marca 2022) – brytyjski polityk, poseł do Parlamentu Europejskiego VI i VII kadencji.

## Życiorys
Uzyskał wykształcenie średnie. Pracował w przedsiębiorstwie rolnym i w kancelarii sądu. W latach 1962–1995 służył w policji. Później przez kilka lat zajmował się doradztwem technicznym przy produkcji telewizyjnych seriali.
W 1999 wstąpił do Partii Niepodległości Zjednoczonego Królestwa. W latach 2004–2005 zasiadał w krajowym komitecie wykonawczym tego ugrupowania.
W 2008 z listy UKIP objął wakujący mandat posła do Parlamentu Europejskiego. Zasiadał w grupie Niepodległość i Demokracja. W 2009 został wybrany na VII kadencję PE. W jej trakcie przystąpił do nowo powołanej grupy pod nazwą Europa Wolności i Demokracji, odszedł z tej frakcji w 2011. Mandat poselski wykonywał do 2014.